# Angus (Sagengestalt)
Angus, auch Aengus oder Oengus ['oinɣus] (bekannt auch unter Mac ind Óc, „Der junge Knabe“) ist eine Sagengestalt aus der keltischen Mythologie Irlands im Frühmittelalter, die wahrscheinlich auf eine keltische Gottheit zurückzuführen ist.

## Mythologie und Etymologie
Oengus ist Sohn des Dagda und der Flussfrau Boand und dadurch Angehöriger der Túatha Dé Danann. Der Dagda zeugt ihn, nachdem er den Ehemann Boands, seinen Dienstmann Nechtan, durch Zauberei auf eine lange Irrfahrt geschickt hatte, die Nechtan aber nur wie ein Tag erscheint, da der Dagda Sonne und Mond angehalten hat. Während dieses einen Tages wird Oengus gezeugt und geboren. Später wächst er bei seinem Ziehvater Midir, einem älteren Sohn des Dagda, auf. Als Oengus wegen seiner unbekannten Herkunft verspottet wird, fordert er vom Dagda, als Sohn anerkannt zu werden. Durch eine List erhält er daraufhin vom Dagda bzw. von Nechtan den Brug na Boinne zum Wohnsitz, da dieser einwilligt ihm den Brug einen Tag und eine Nacht zu überlassen. Oengus steht aber über der Zeit, da er an einem Tag gezeugt und geboren wurde und da das ganze Leben letztendlich nur ein Tag und eine Nacht sind. Er hilft dafür seinem Vater gegen den Dichter Cridenbél, der diesen mit einem Schmähgedicht (glám dícenn) bedroht.
In der Erzählung Tochmarc Étaíne („Das Werben um Étain“) wirbt Oengus für seinen Ziehvater Midir um Étaín. Da Fuamnach, die Gattin Midirs, durch Zauberei Étain verwandelt und verschwinden lässt, wird sie von Oengus zusammen mit ihrem Ziehvater Bresal enthauptet. Auch der Harfenspieler Abhcan soll dabei den Tod durch die Hand Oengus' gefunden haben.
Aislinge Oenguso („Oengus' Traumgesicht“) berichtet, wie er mit Hilfe von Ailill mac Máta und Medb selbst eine Frau erringt. Es ist Cœr Ibormeith, die Tochter des Elfenfürsten Ethal Anbuail aus Connacht. Als sein Sohn gilt Delbaeth.
In Diarmuid und Gráinne ist Oengus der väterliche Beschützer des verfolgten Liebespaares.
Oengus leitet sich wahrscheinlich von den proto-indoeuropäischen Wurzeln
*oino- („ein[s]“) und *guss- („Wahl“, „wählen“) ab, eventuell auch von *aon- („wahr“ oder „ein[s]“) und *guth- („Stimme“).